# Fosse crânienne antérieure
La fosse crânienne antérieure ou étage antérieur de la base du crâne est une dépression de la base interne du crâne qui abrite les lobes frontaux du cerveau.
Elle est formée par le plafond orbital de l'os frontal, la lame criblée de l'ethmoïde, les petites ailes et la partie antérieure du corps du sphénoïde.
Elle est limitée en arrière par les bords postérieurs des petites ailes du sphénoïde et par le bord antérieur du sillon chiasmatique. Les petites ailes du sphénoïde la séparent de la fosse crânienne moyenne.

## Description
| Limites postérieures de la fosse crânienne antérieure :      |
| ------------------------------------------------------------ |
| 1 : Limbus sphénoïde (bord antérieur du sillon chiasmatique) |
| 2 : Bords supérieurs des petites ailes de l'os sphénoïde     |

La fosse crânienne antérieure est traversée par les sutures fronto-ethmoïdale, sphéno-ethmoïdale et sphéno-frontale.
Ses parties latérales forment le plafond des cavités orbitaires et soutiennent les lobes frontaux du cerveau. Elles sont convexes et marquées par les circonvolutions cérébrales et les branches des vaisseaux méningés.
La partie centrale forme le toit de la cavité nasale et est nettement déprimée de part et d'autre de la crista galli.
Elle présente près de la ligne médiane et d'avant en arrière :
- le début de la crête frontale où s'attache la faux du cerveau ;
- le foramen caecum, entre l'os frontal et la crista galli dans lequel passe généralement une petite veine de la cavité nasale vers le sinus sagittal supérieur ;
- la crista galli, dont la marge libre permet l'attache de la faux du cerveau ;
- de chaque côté de la crista galli, le sillon olfactif formé par la lame criblée de l'ethmoïde, qui supporte le bulbe olfactif et présente des foramens pour la transmission des nerfs olfactifs, et devant une ouverture en forme de fente pour le nerf naso-ciliaire ;
- latéralement au sillon olfactif se trouvent les foramens ethmoïdaux :
  - le foramen ethmoïdal antérieur situé vers le milieu du bord latéral du sillon olfactif, c'est le passage des vaisseaux ethmoïdaux antérieurs et du nerf naso-ciliaire.
  - le foramen ethmoïdal postérieur situé à l'arrière du bord latéral du sillon olfactif permet le passage des vaisseaux ethmoïdaux postérieurs et du nerf ethmoïdal postérieur.
- le processus ethmoïdal du cornet nasal inférieur plus en arrière délimité en arrière par une élévation séparant deux sillons longitudinaux supportant les bulbes olfactifs.

Médialement à l'arrière de la fosse crânienne antérieure et dans la fosse crânienne moyenne se trouve le sillon du chiasma optique et les canaux optiques.

## Contenu
La fosse crânienne antérieure contient  :
- le lobe frontal du cortex cérébral,
- le bulbe olfactif,
- le tractus olfactif,
- les gyri orbitaires.

## Ouvertures
La fosse crânienne antérieure communique avec :
- les orbites via le foramen ethmoïdal antérieur,
- la cavité nasale via la lame criblée de l’ethmoïde.

## Galerie

Fosse crânienne antérieure représentée en vert.
Fosse crânienne antérieure représentée en violet.
Limites des trois fosses.
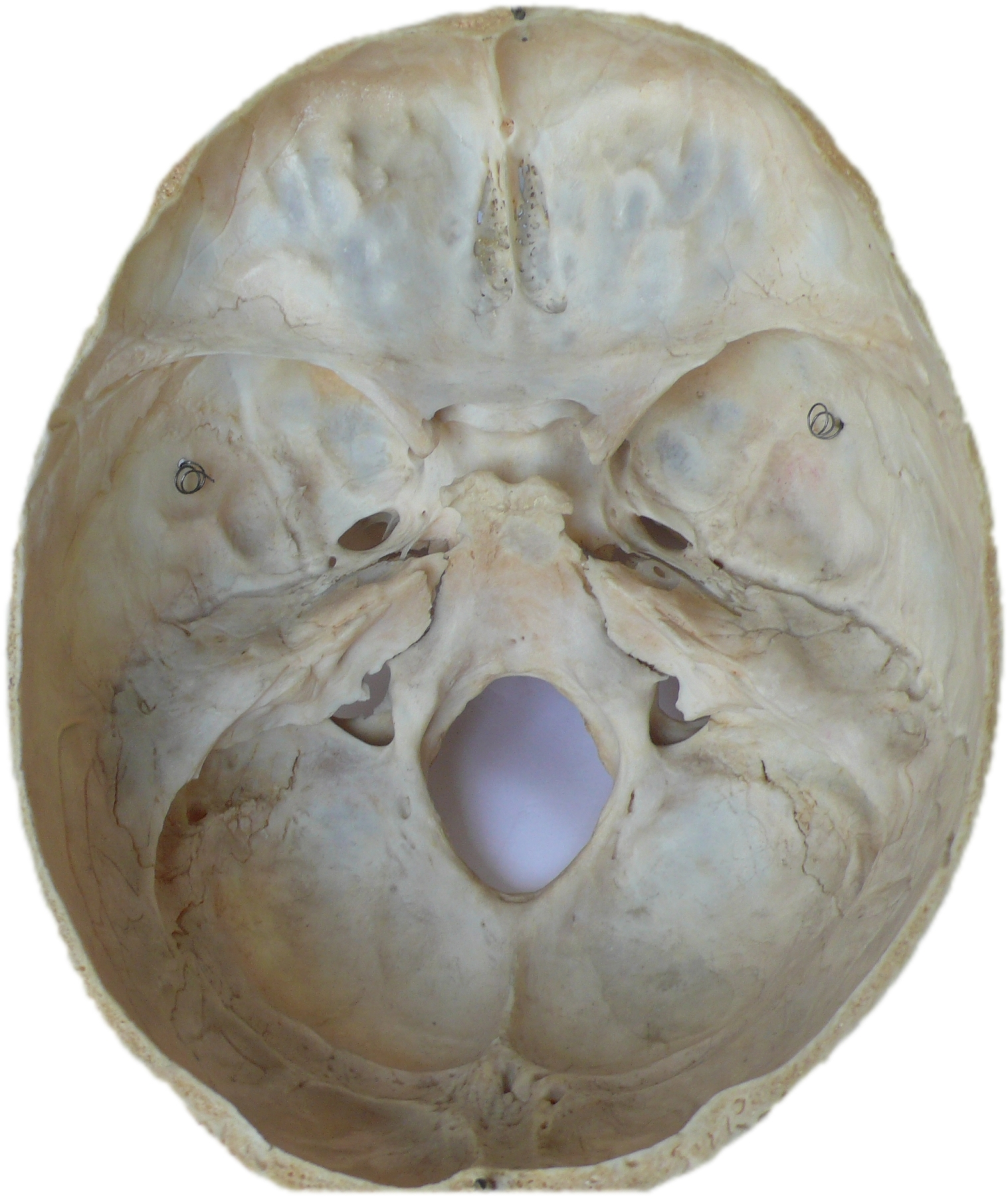
Vue supérieure de la base du crâne.
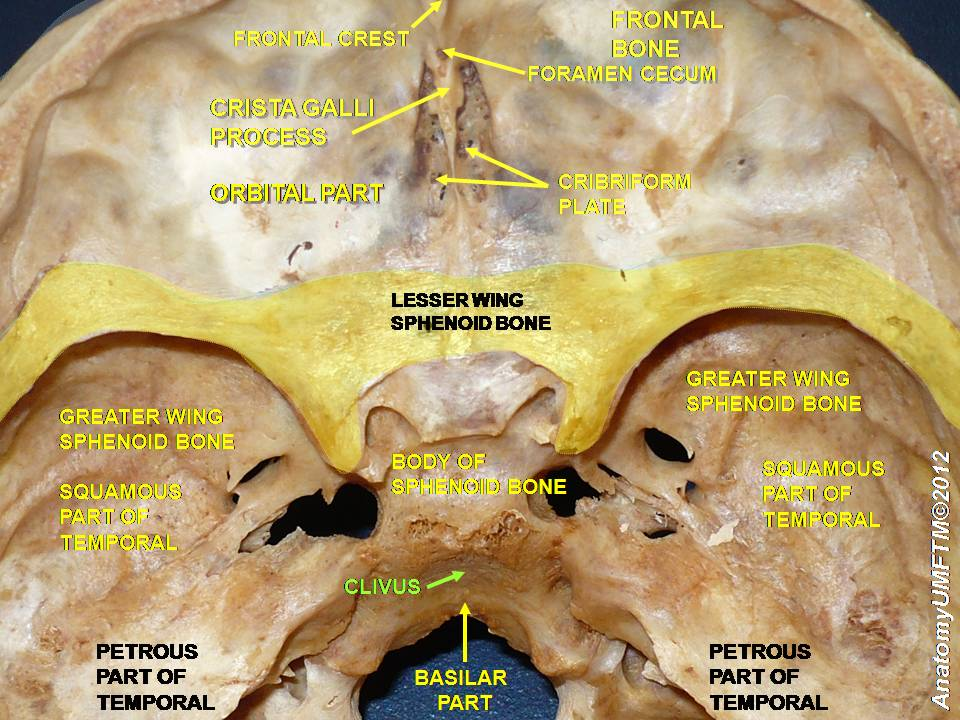
Les petites ailes du sphénoïde colorées en jaune.